# Bear McCreary
Bear McCreary (n. 17 februarie 1979, Fort Lauderdale, Florida, SUA) este un compozitor american, cel mai cunoscut pentru realizarea coloanei sonore a serialului reimaginat Battlestar Galactica din 2004.

## Televiziune
| An           | Coloana sonoră pentru                   | Note                                                       |
| ------------ | --------------------------------------- | ---------------------------------------------------------- |
| 2004-2009    | Battlestar Galactica                    |                                                            |
| 2008-2009    | Terminator: The Sarah Connor Chronicles |                                                            |
| 2010         | Human Target                            | Nominalizare pentru premiul Emmy pentru cântecul din titlu |
| 2009-2010    | Trauma                                  |                                                            |
| 2009-2010    | Caprica                                 |                                                            |
| 2011         | The Cape                                |                                                            |
| 2012         | Holliston                               |                                                            |
| 2012         | Daybreak                                |                                                            |
| 2007-2012    | Eureka                                  |                                                            |
| 2011-2012    | Shelf Life                              |                                                            |
| 2012         | Battlestar Galactica: Blood and Chrome  | 10-Episoade Web lansate pe machinima.com                   |
| 2010-prezent | The Walking Dead                        | Pe baza benzilor desenate omonime. Serie originală AMC .   |
| 2013         | Defiance                                | Serie originală SyFy                                       |
| 2013         | Da Vinci's Demons                       | Serie originală Starz                                      |

## Filme
| An   | Titlu                      | Notes                             |
| ---- | -------------------------- | --------------------------------- |
| 2006 | Rest Stop                  | Film direct-pe-DVD                |
| 2007 | Wrong Turn 2: Dead End     | Film direct-pe-DVD                |
| 2009 | Rest Stop: Don't Look Back | Film direct-pe-DVD                |
| 2010 | Step Up 3D                 | Film cinematografic de debut      |
| 2011 | Chillerama                 | Coloana segmentului "Zom-B Movie" |
| 2013 | Europa                     | În post-producție                 |
| 2013 | Knights of Badassdom       | În post-producție                 |

Bear McCreary a realizat filmul său de debut regizoral Step Up 3D. A compus coloana sonoră la câteva filme direct-pe-DVD precum Rest Stop, Rest Stop: Don't Look Back sau Wrong Turn 2: Dead End.
Bear lucrează în prezent la The Knights of Badassdom, al doilea film al său ca regizor (secund, cu regizorul Joe Lynch (realizator al Wrong Turn 2) și pentru a treia oară cu actrița Summer Glau.

## Jocuri video
}

## Legături externe
- Official Bear McCreary Website
- Bear McCreary's YouTube Channel
- Bear McCreary la Internet Movie Database
- Audio Interview on GeeksOn!

Format:Bear McCreary
| An   | Titlu                    | Note                                                                                         |
| ---- | ------------------------ | -------------------------------------------------------------------------------------------- |
| 2010 | Dark Void                | Producție Capcom pentru Xbox 360, PS3 și PC                                                  |
| 2011 | SOCOM 4: U.S. Navy SEALs | Pentru PS3                                                                                   |
| 2011 | Moon Breakers            | Joc liber online dezvoltat de Imba Entertainment și publicat de Uber Entertainment           |
| 2013 | Defiance                 | Joc MMO produs în paralel cu viitoarea producție SyFy. Produs în colaborare cu Trion Worlds. |
| 2018 | God Of War 2018          | Joc singleplayer lansat pe PS4.                                                              |